# Edgard Leblanc Fils
Edgard Leblanc Fils (n. 1955, Miragoâne, Nippes⁠(d), Haiti) este un om de stat haitian. A fost președinte al Senatului între 1995 și 2000, apoi președinte al Consiliului prezidențial de tranziție din 30 aprilie până în 7 octombrie 2024.

## Biografie
Născut la 18 august 1955 la Miragoâne (Nippes), este absolvent al Universității de Stat din Haiti⁠, specializat în administrație, și devine inginer în inginerie civilă. Ulterior, lucrează în domeniul transporturilor la Ministerul Lucrărilor Publice între 1979 și 1991 și obține o diplomă în economie și managementul transporturilor la Academy of Advanced Traffic din New York (1982–1984), apoi la Instituto de Transporte din Queretaro (1990)⁠.

## Parcurs politic

### Președinte al Senatului
A fost președinte al Senatului între 1995 și 2000⁠.

### Alegerile prezidențiale din februarie 2016
A ocupat locul al doilea la alegerile prezidențiale din februarie 2016, câștigate de Jocelerme Privert⁠(d) în turul al doilea⁠.
La 19 februarie 2016, președintele Jocelerme Privert a anunțat numele a șase candidați pentru funcția de prim-ministru: Mirlande Manigat, Edgard Leblanc, Fritz Jean⁠(d), Jacques Sampeur, Joanas Gay și Simon Dieuseul Desras⁠. La 25 februarie, l-a numit în cele din urmă pe Fritz Jean⁠, în urma unei consultări comune cu președintele Camerei Deputaților, Cholzer Chancy, și vicepreședintele Senatului Republicii, Ronald Larêche.

### Acordul de la Montana
La 30 ianuarie 2022 a candidat la funcția de președinte al Republicii cu titlu provizoriu în cadrul unui scrutin organizat de platforma de opoziție „Acordul de la Montana”. În cele din urmă, alegerile au fost câștigate de Fritz Jean⁠(d).

### Președinte al Consiliului prezidențial de tranziție
La 14 martie 2024⁠, a fost desemnat membru al Consiliului prezidențial de tranziție⁠ de către coaliția formată din Partidul haitian Tèt Kale (PHTK), Organizația Poporului în Luptă (OPL) și Liga Alternativă pentru Progres și Emancipare haitiană⁠.
La 30 aprilie, Edgard Leblanc Fils a fost desemnat președinte al Consiliului prezidențial de patru dintre cei șapte membri votanți⁠, formând astfel un pol majoritar. Deși nu a fost șeful statului, conducerea statului fiind colectivă, președintele Consiliului prezidențial a fost cel mai important membru al acestuia⁠ și a avut un rol de coordonare⁠.
Polul majoritar a fost format din Smith Augustin, Emmanuel Vertilaire, Louis Gérald Gilles și Edgard Leblanc Fils⁠. Polul minoritar, format din Leslie Voltaire, Fritz Jean și Laurent St-Cyr, a recunoscut validitatea desemnării lui Leblanc Fils⁠, dar s-a opus alegerii prim-ministrului⁠. De asemenea, Fanmi Lavalas a amenințat că se va retrage din Consiliul prezidențial⁠.
La 8 mai, membrii Consiliului prezidențial s-au pus de acord asupra principiului unei președinții rotative la fiecare trei până la cinci luni⁠. Astfel, Edgard Leblanc Fils urma să fie înlocuit la 7 octombrie 2024⁠, succesiv de Fritz Jean, Leslie Voltaire și apoi Louis Gérald Gilles. În plus, deciziile au început să fie luate cu o majoritate calificată de cinci din șapte membri⁠. La 9 mai, Fritz Jean și-a cedat rândul lui Smith Augustin, care a propus să se treacă la cinci președinții succesive pentru a putea deține și el funcția⁠.
La 2 octombrie, Oficiul de combatere a corupției a recomandat punerea sub acuzare pentru corupție a lui Gilles, Vertilaire și Augustin. În timp ce Claude Joseph a cerut demisia lui Augustin⁠, gruparea lui Gilles a căzut de acord să-l înlocuiască⁠. La 7 octombrie, o nouă rezoluție a Consiliului prezidențial de tranziție a stabilit o nouă rotație. Leblanc Fils urma să fie înlocuit de Leslie Voltaire, apoi de Fritz Jean și, în cele din urmă, de Laurent Saint-Cyr.